# تشاد كوستيلو
تشاد كوستيلو (بالإنجليزية: Chad Costello)‏ هو لاعب هوكي الجليد أمريكي، ولد في 22 يوليو 1986 في جونستون في الولايات المتحدة.

## وصلات خارجية
- تشاد كوستيلو على موقع دوري الهوكي الوطني (الإنجليزية)
- تشاد كوستيلو على موقع EliteProspects.com (الإنجليزية)
- تشاد كوستيلو على موقع HockeyDB.com (الإنجليزية)